# Hausbar

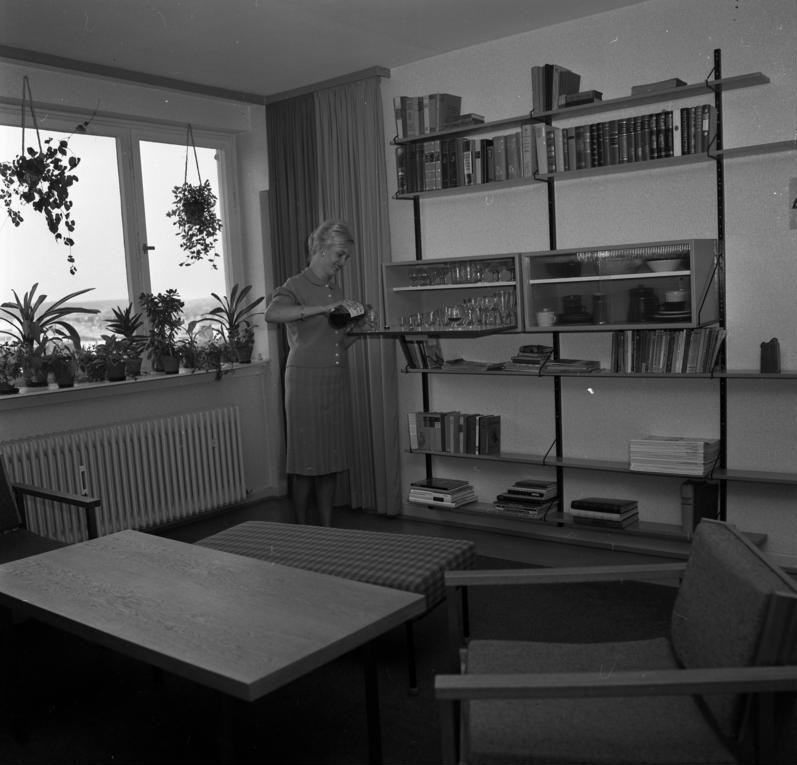
Wohnzimmer mit Hausbar (Barfach in einer Regalwand, 1961)

Eine Hausbar (englisch home bar) ist eine kleine Bar in einem Privathaushalt und dient dem Ausschank alkoholischer Getränke, teilweise auch der Zubereitung von Cocktails.
Eine Hausbar kann lediglich aus einigen wenigen Spirituosenflaschen und Gläsern bestehen, umfasst aber meist auch Barwerkzeuge und bei entsprechender Größe weitere Ausstattung wie einen Kühlschrank. Die Flaschen bilden dabei den so genannten Barstock (von engl. stock Warenbestand). Eine Hausbar kann sich in einem offenen Regal, im Barfach einer Schrankwand, auf einem Servierwagen oder in eigens dafür vorgesehenen Barmöbeln (zum Beispiel Cellarette, Barschrank, Barwagen) befinden. Größere Hausbars verfügen über eine Theke mit Barhockern, weiteren Barmöbeln und technischen Geräten und sind entweder als Bestandteil eines Zimmers oder in einem eigenen Raum eingerichtet, wie die in den 1970er Jahren beliebten Kellerbars.

## Geschichte
In einem Beitrag einer Zeitschrift für Innenarchitektur aus dem Jahr 1932 wurde die „Kleine Hausbar“ als „eine der ‚Erfindungen‘ unserer Neuzeit“ bezeichnet. Zu den verschiedenen Formen und Typen hieß es weiter:

„Der primitivste Anfang war die hinter Büchern versteckte Kognacflasche; dann war es ein kleiner Lagervorrat von ‚Likör und Zigarren‘ in einem Gefach des Bücherschrankes […]. Dann begann der eigentliche Ausbau des ‚Likör- und Zigarrenschrankes‘. Er machte sich ‚selbständig‘ und nahm verschiedene Formen an, mit luxuriöser Innen-Einrichtung. Glas, Metall, synthetische Werkstoffe mit glänzend sauberen Oberflächen gewähren die appetitliche Wirkung und die beste Aufbewahrung des köstlichen Schrank-Inhaltes. Er wurde nicht nur selbständig, sondern auch ‚beweglich‘. Auf Rädern - als ‚Likörwagen‘ - oder auf Metallkufen - als ‚Barschlitten‘, der geräuschlos über den Teppich gleitet, in handlicher Form aufgebaut, ist die kleine Hausbar schon bei uns in Erscheinung getreten. In Italien ist eine kleine Hausbar in Form einer kleinen Anrichte […] modern; elektrisch betrieben, mit eingebauter kleiner Eismaschine zum Kühlen der Flaschen, Früchte, für Speise-Eis; mit Zitronen- und Orangenpresse, Eiszerkleinerer, Schüttelbecher für Flips, Cocktails, Punsch und Schlagsahne; mit Mokkamaschine. In Amerika ist das Neuste die ‚tragbare kleine Bar‘ im Flugzeugkoffer – zum Mitnehmen für das Auto- oder Flugzeug-Picknick […]“

Seit den 1950er Jahren und bis in die 1970er Jahre hinein erfreuten sich Hausbars im deutschsprachigen Raum großer Beliebtheit. Es erschienen mehrere Ratgeber mit Tipps zu Einrichtung und Ausstattung und mit für private Zwecke geeigneten Mixrezepten. Beispiele sind Hermann Ochsenbeins Kleine Hausbar (Zürich 1957) sowie insbesondere die Bücher von Peter Schmoeckel (Freude am Mixen, Gütersloh 1962) und  Aladar von Wesendonk (888 Cocktails, Long Drinks und andere Mix-Getränke für die Bar zu Hause, München 1965), die hohe Auflagen erreichten. Schmoeckel unterschied 1962 verschiedene Formen von Hausbars, darunter das Barfach im Wohnzimmerschrank, die Anrichte, die Essecke mit Durchreiche und schließlich die große, eingebaute Bar mit Kühlschrank, Spülbecken und elektrischen Anschlüssen.
Vor allem in den 1960er und 1970er Jahren waren ausklappbare Barfächer in Anbaumöbeln und Schrankwänden beliebt. Die offene Klappe diente dabei als Arbeitsfläche, im Innern war Platz zur Unterbringung von Flaschen, Gläsern und Barutensilien. Die Barfächer waren oft von innen verspiegelt oder beleuchtet.
Im 21. Jahrhundert ist das Interesse an der eigenen Hausbar wieder gewachsen. 2011 stellten Marktforscher eine steigende Begeisterung bei den Deutschen fest, „selbst als Hobby-Barkeeper hinter den eigenen Tresen zu steigen“.

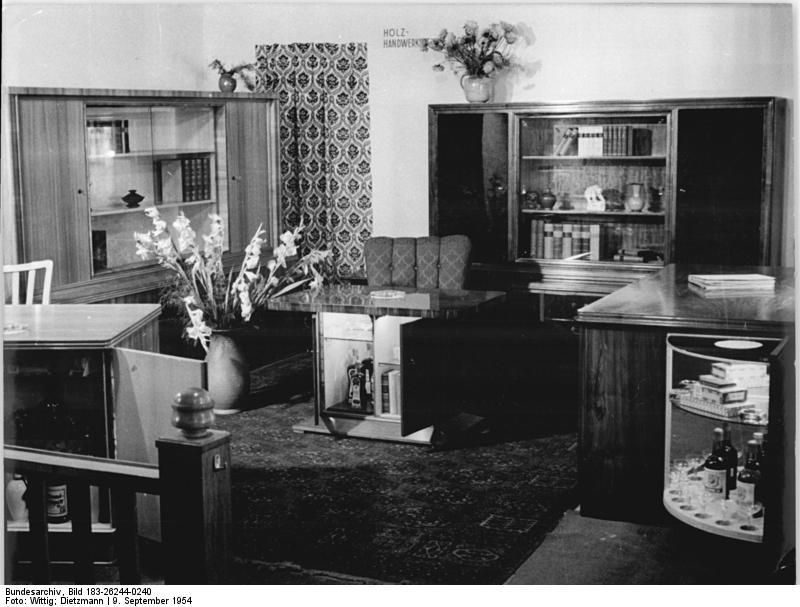
Herrenzimmer mit Hausbar (Leipziger Messe, 1954)
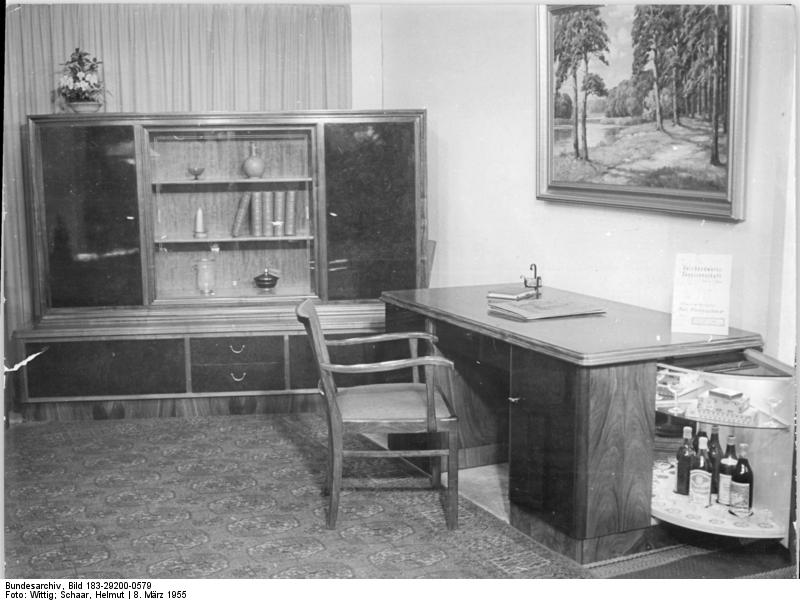
Schreibtisch mit eingebauter Hausbar (Leipziger Messe, 1955)
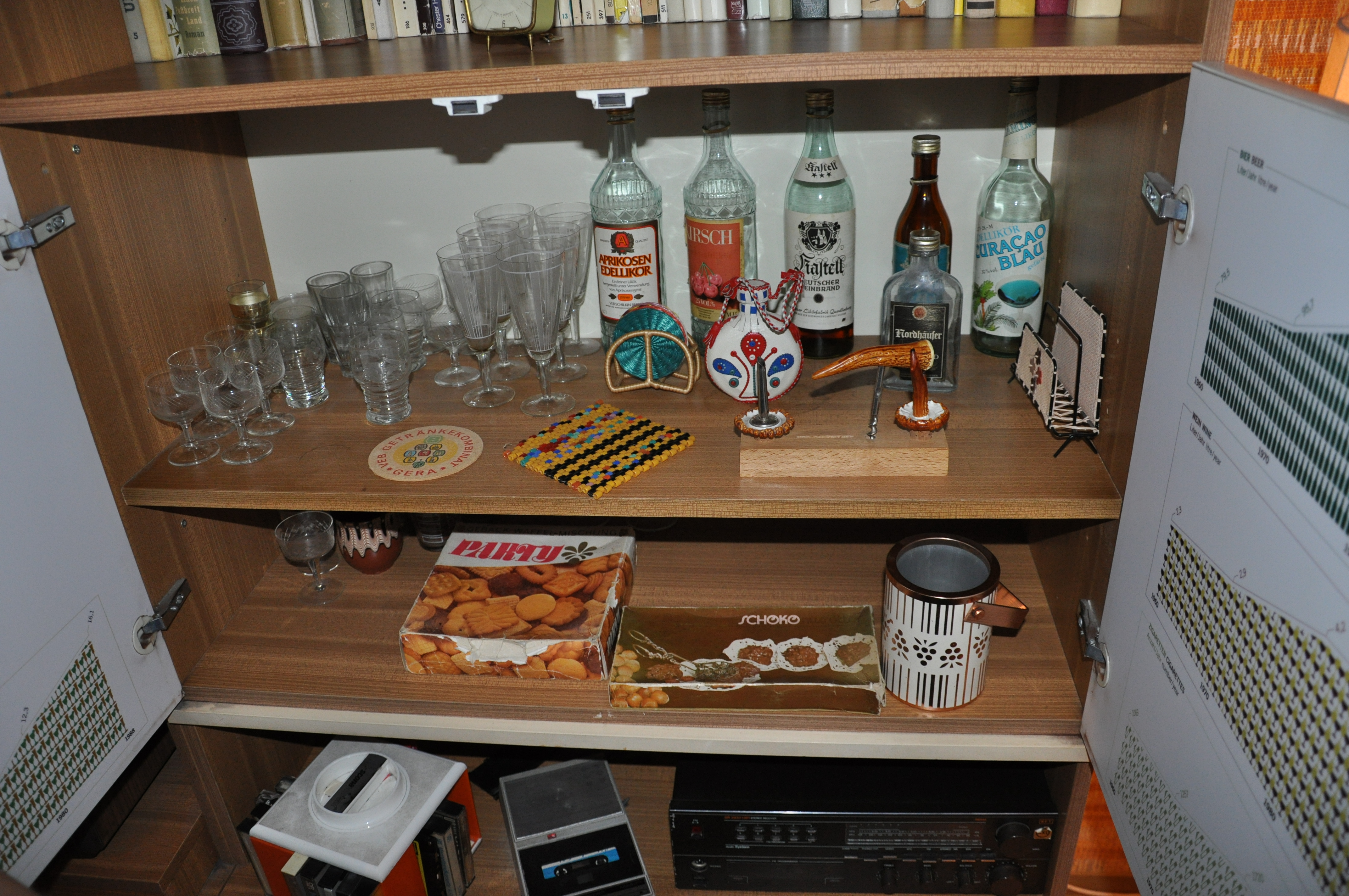
Hausbar in einer „Carat“-Schrankwand im DDR Museum Berlin
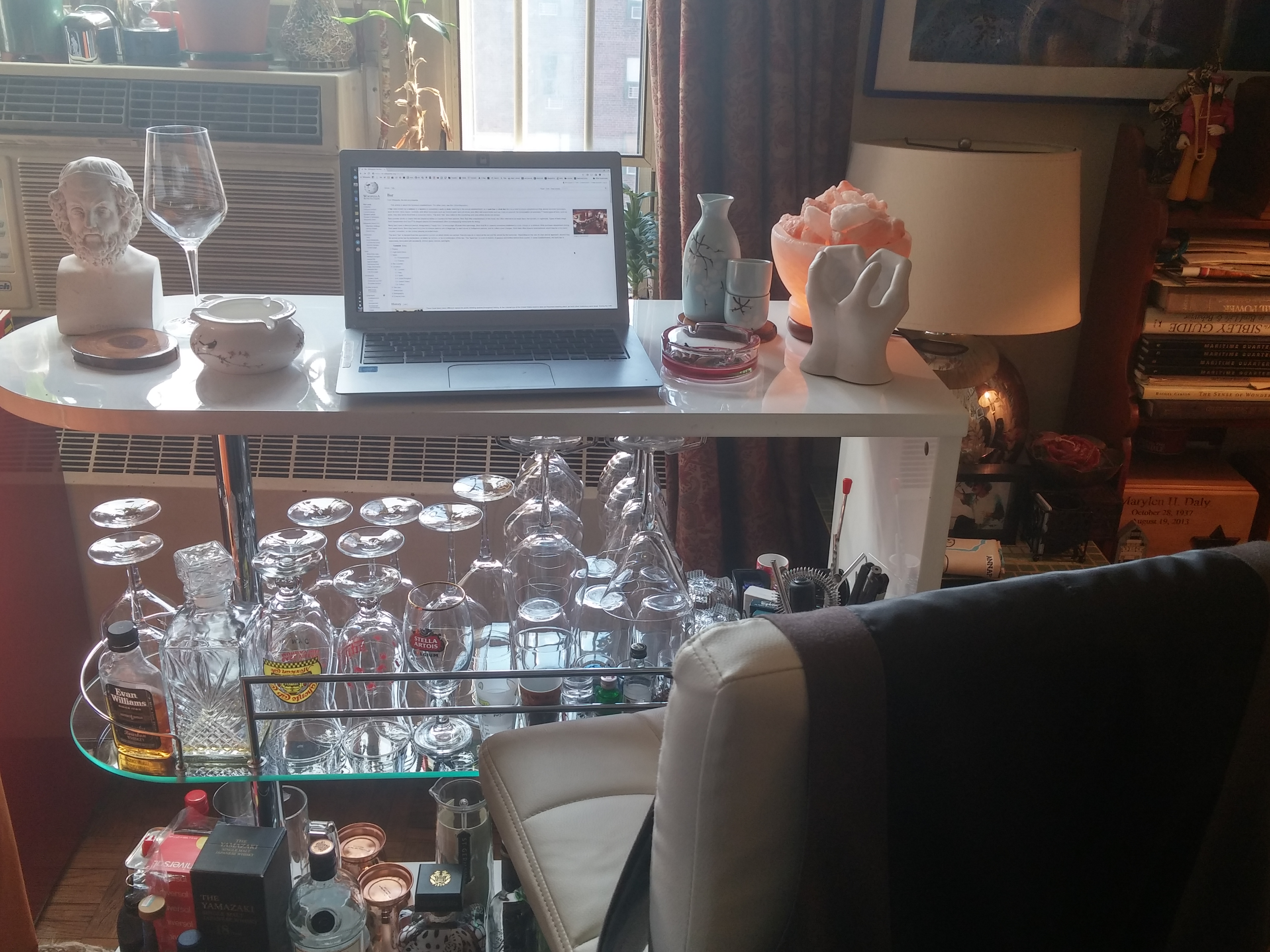
Hausbar auf einem Servierwagen (New York City, USA, 2016)